# Kanton Morteaux-Coulibœuf
Morteaux-Coulibœuf is een voormalig kanton van het Franse departement Calvados. Het kanton maakte deel uit van het arrondissement Caen. Het kanton is op 22 maart 2015 opgeheven, waarop Vendeuvre werd opgenomen in het kanton Livarot en de overige gemeenten in het op diezelfde dag gevormde kanton Falaise.

## Gemeenten
Het kanton Morteaux-Coulibœuf omvatte de volgende gemeenten:
- Barou-en-Auge
- Beaumais
- Bernières-d'Ailly
- Courcy
- Crocy
- Épaney
- Ernes
- Fourches
- Jort
- Louvagny
- Le Marais-la-Chapelle
- Morteaux-Coulibœuf (hoofdplaats)
- Les Moutiers-en-Auge
- Norrey-en-Auge
- Olendon
- Perrières
- Sassy
- Vendeuvre
- Vicques
- Vignats